# Revelles
 Revelles  es una población y comuna francesa, en la región de Picardía, departamento de Somme, en el distrito de Amiens y cantón de Molliens-Dreuil.

## Demografía
| 355 | 346 | 362 | 396 | 466 | 506 |
| Para los censos de 1962 a 1999 la población legal corresponde a la población sin duplicidades (Fuente: INSEE [Consultar]) |     |     |     |     |     |